# Ptolémaïs (Égypte)
Pour les articles homonymes, voir Ptolémaïs.
Ptolémaïs, située en Haute-Égypte à environ 120 km en aval de Thèbes, sur l'emplacement de l'actuelle Menshiyeh, est, avec Naucratis et Alexandrie, l'une des trois cités grecques de l'Égypte antique. 
Fondée par Ptolémée Ier Sôter  pour être la capitale de la Thébaïde, à la place de Thèbes, à l’emplacement d’un village indigène appelé Psoï, elle reçoit dès l’origine le statut de cité grecque. Le culte de son fondateur est encore attesté à l'époque romaine. Pour la différencier d'autres agglomérations ayant reçu le nom de Ptolémaïs, elle était parfois désignée comme Ptolémaïs Hermiou, elle était située sur la rive droite du Nil.
Tout comme Alexandrie, la cité était divisée en tribus et en dèmes, et ses citoyens semblent avoir joui des mêmes privilèges que les Alexandrins. Les fonctions de nomophylax et de thesmophylax y ont existé à l'époque ptolémaïque, comme à Alexandrie. À l'époque romaine, la cité avait un Conseil, une Assemblée populaire (dèmos), un conseil exécutif de six prytanes annuels (koinon) et des tribunaux spécifiques.
Le Sammelbuch 9016 (Papyrus Fouad Ier inv. 211) permet de mieux connaître les privilèges octroyés à la cité. Il s'agit de la copie d'un procès-verbal d'audience d'une affaire portée en 160 devant l’antarchiereus, à savoir le fonctionnaire qui tient la place de l'archiereus, le directeur des cultes, haut fonctionnaire alexandrin. Les autorités locales de Coptos (au nord de Thèbes) et Ptolémaïs s'opposaient au sujet du privilège, reçu par Ptolémaïs des Ptolémées, de désigner par décret les prêtres du temple de Ptolémée Ier Sôter à Coptos et d'en percevoir les bénéfices. Le papyrus réunit trois documents : l'un émanant du préfet, les deux autres d'un idiologue, qui étaient des sentences rendues en faveur de ce droit et présentées comme précédents. La sentence de l’antarchiereus est perdue, du fait de la mutilation du texte, mais il est probable qu'elle était également favorable à Ptolémaïs. Dans la colonne II, le papyrus attribue à l'épistratège, fonctionnaire impérial, et non pas aux fonctionnaires locaux, le droit d'inspecter le mobilier et les offrandes du temple : si Ptolémaïs avait conservé une certaine autonomie administrative et si le pouvoir romain reconnaît le privilège de la cité, celui-ci n'en exerce pas moins un contrôle sur les affaires urbaines.